# 布氏嵴吻海龍
布氏嵴吻海龍（学名：Histiogamphelus briggsii），为輻鰭魚綱棘背魚目海龍魚科的其中一種，分布於南澳大利亞、新南威爾斯及塔斯馬尼亞島海域，棲息深度3-20公尺，體長可達22.5公分，棲息在沙底質或海草床，卵胎生。